# Guy R. Cornelis

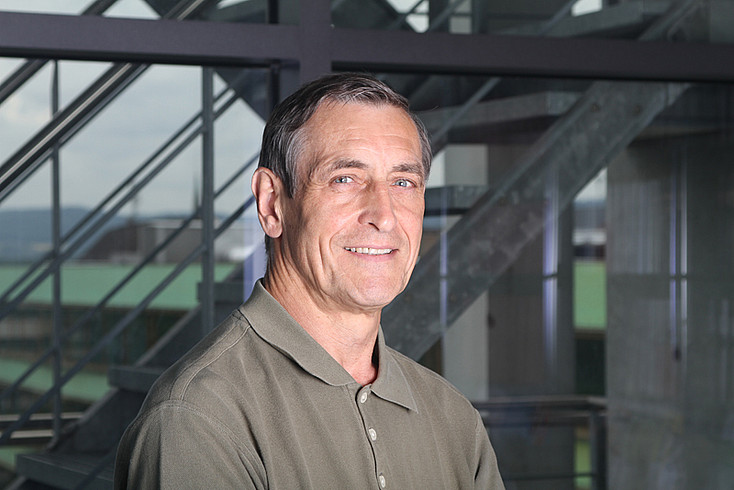
Guy R. Cornelis

Guy R. Cornelis (* 25. August 1946 in Uccle, Belgien) ist ein belgischer Mikrobiologe.

## Leben
Cornelis studierte Pharmazie, forschte über β-Laktamasen in Oxford (GB) und promovierte 1974 an der Universität Louvain in Belgien. Er untersuchte Antibiotika-Resistenz-Plasmide in Bristol (GB) sowie Transposons an der Universität Freiburg (D) und am Max-Planck-Institut in Köln (Deutschland). Nach seiner Berufung als Professor in Louvain 1984, begann er die bakterielle Pathogenese zu studieren. 1991 trat er dem Christian de Duve Institut in Brüssel bei. Im Jahr 2001 übernahm er eine Professur für molekulare Mikrobiologie am Biozentrum der Universität Basel. Seit seiner Emeritierung im Jahr 2012 führt Cornelis seine Forschungen an der Universität Namur in Belgien fort.

## Wirken
Guy R. Cornelis beschäftigt sich mit der Aufklärung komplexer Wirkmechanismen bakterieller Infektionskrankheiten. Besondere Anerkennung erhielten Cornelis und H. Wolf-Watz (Umeå, Schweden) für die Entdeckung des bakteriellen Typ III Sekretionssystems (T3SS). T3SS ist ein Mechanismus mit dem Bakterien einen Cocktail aus Zellgiften, sogenannte Effektorproteine, in Tier-, Pflanzen- oder Insektenzellen injizieren. Diese Effektoren entwaffnen oder reprogrammieren die Wirtszellen, indem sie deren zelluläres Signalnetzwerk sabotieren. Der T3SS-Apparat, auch Injektisom genannt, ist eine komplexe Nano-Spritze, die aus mehr als 25 verschiedenen Proteinen besteht. Seit 2004 erforscht Cornelis Capnocytophaga canimorsus, ein Bakterium im Hundemaul, das beim Menschen tödliche Infektionen verursacht.

## Auszeichnungen
- 1980: Preis der Belgian Royal Academy of Medicine
- 1985: Pfizer-Preis
- 1993: Mitglied der Belgian Royal Academy of Medicine
- 1998: gewähltes Mitglied der European Molecular Biology Organization (EMBO)
- 2008: Mitglied der American Academy for Microbiology (AAM)

## Publikationen (Auswahl)
- T. Michiels, P. Wattiau, R. Brasseur, J. M. Ruysschaert, G. Cornelis: Secretion of Yop proteins by Yersiniae. In: Infection and Immunity. Band 58, Nummer 9, September 1990, S. 2840–2849, ISSN 0019-9567. PMID 2129533. PMC 313576 (freier Volltext).
- M. P. Sory, G. R. Cornelis: Translocation of a hybrid YopE-adenylate cyclase from Yersinia enterocolitica into HeLa cells. In: Molecular microbiology. Band 14, Nummer 3, November 1994, S. 583–594, ISSN 0950-382X. PMID 7885236.
- P. Wattiau, B. Bernier, P. Deslée, T. Michiels, G. R. Cornelis: Individual chaperones required for Yop secretion by Yersinia. In: Proceedings of the National Academy of Sciences. Band 91, Nummer 22, Oktober 1994, S. 10493–10497, ISSN 0027-8424. PMID 7937981. PMC 45047 (freier Volltext).
- L. Journet, C. Agrain, P. Broz, G. R. Cornelis: The needle length of bacterial injectisomes is determined by a molecular ruler. In: Science. Band 302, Nummer 5651, Dezember 2003, S. 1757–1760, ISSN 1095-9203. doi:10.1126/science.1091422. PMID 14657497.
- C. A. Mueller, P. Broz, S. A. Müller, P. Ringler, F. Erne-Brand, I. Sorg, M. Kuhn, A. Engel, G. R. Cornelis: The V-antigen of Yersinia forms a distinct structure at the tip of injectisome needles. In: Science. Band 310, Nummer 5748, Oktober 2005, S. 674–676, ISSN 1095-9203. doi:10.1126/science.1118476. PMID 16254184.